# Neuburgia tuberculata
Neuburgia tuberculata là một loài thực vật có hoa trong họ Mã tiền. Loài này được Blume mô tả khoa học đầu tiên năm 1850.